# Franck Alazet
Pas d'image ? Cliquez ici

a Compétitions nationales et continentales officielles uniquement.

Franck Alazet (dit Le King), né le 31 août 1971 à Nice (Alpes-Maritimes), est un joueur de rugby à XV français qui évolue au poste de deuxième ligne, troisième ligne aile ou troisième ligne centre (1,92 m pour 110 kg).

## Palmarès

### En club
- Champion de France de Pro D2 : 2005, 2008

### En équipe nationale
- Équipe de France junior[réf. nécessaire]
- Équipe de France universitaire[réf. nécessaire]